# Mesopolobus deserti
Mesopolobus deserti är en stekelart som beskrevs av Dzhanokmen 1994. Mesopolobus deserti ingår i släktet Mesopolobus och familjen puppglanssteklar.
Artens utbredningsområde är Kazakstan. Inga underarter finns listade i Catalogue of Life.